# Christian II de Sajonia

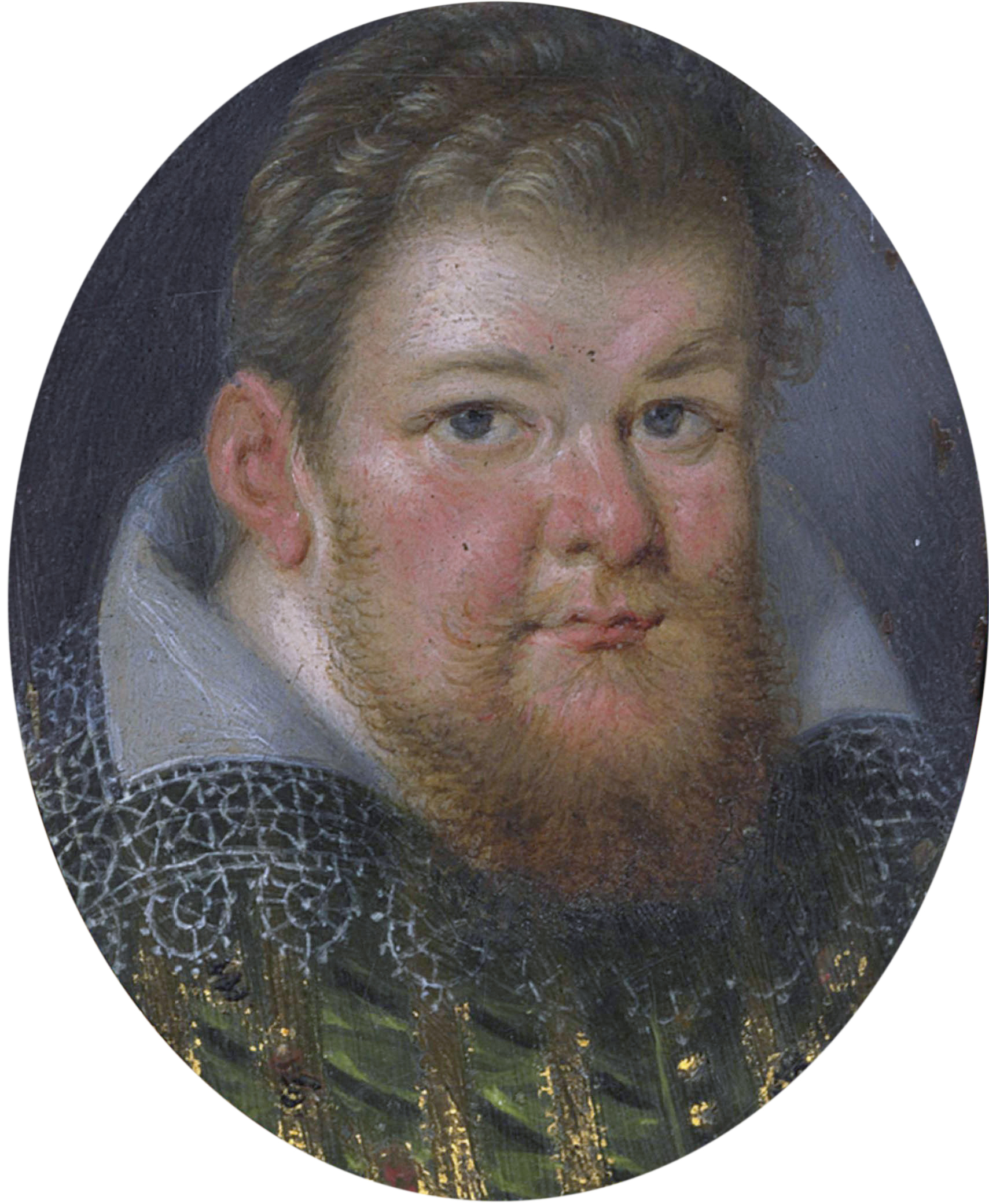
Cristián II de Sajonia.

Cristián II de Sajonia (Dresde, 23 de septiembre de 1583-ibidem, 23 de junio de 1611) fue elector de Sajonia y miembro de la Casa de Wettin.

## Biografía
Era el hijo mayor del elector Cristián I de Sajonia y de su esposa, Sofía de Brandeburgo. Sucede a su padre como elector de Sajonia en 1591, cuando apenas tenía ocho años. Por este motivo, uno de los hombres de confianza de su padre, el duque Federico Guillermo I de Sajonia-Weimar, asumió la regencia del Electorado hasta el año 1601. Cuando Cristián alcanzó la mayoría de edad, fue declarado con la capacidad de gobernar. El curso de los eventos que finalmente llevaron a Sajonia a la guerra de los Treinta Años y su negativa a participar en la Unión de Abhausen, aumentaron la división ya presente entre los Estados alemanes.

## Matrimonio
En Dresde el 12 de septiembre de 1602, Cristián desposó a Eduviges de Dinamarca, hija del rey Federico II de Dinamarca, con quien no tuvo hijos. Al quedar sin herederos directos, a su muerte lo sucedió su hermano, Juan Jorge.